# NGC 86
NGC 86 es una galaxia lenticular que se estima está a una distancia de entre 275 y 300 millones de años luz en la constelación de Andrómeda. Fue descubierto por Guillaume Bigourdan en 1884 y su magnitud aparente es de 14.9. Tiene alrededor de 65 mil años luz de diámetro.